# Ipernucleo
L'ipernucleo è un particolare nucleo atomico nel quale un neutrone viene sostituito da una particella {\displaystyle \Lambda ^{0}}, un iperone.
Si forma secondo la relazione {\displaystyle K^{-}+n\rightarrow \Lambda ^{0}+\pi ^{-}}.
{\displaystyle \Lambda ^{0}} è prodotto con energia quasi a riposo e quindi ha un'alta possibilità di rimanere legato al nucleo nello stesso orbitale dove si trovava il neutrone bersaglio.
Il principio di Pauli non impedisce a {\displaystyle \Lambda ^{0}} di decadere allo stato 1s anche se lì si trovano due neutroni.
I tempi di decadimento di {\displaystyle \Lambda ^{0}} sono di circa {\displaystyle 10^{-10}} secondi e quindi abbastanza lunghi per sondare le proprietà dell'ipernucleo.